# Перенос столицы России из Санкт-Петербурга в Москву
В 1727 году во время правления российского императора Петра II столица России де-факто (до 1730 года) была перенесена из Санкт-Петербурга в Москву, хотя формально столицей остался Санкт-Петербург.

## Предыстория
В 1712 году столица России была перенесена из Москвы в новоотстроенный Санкт-Петербург. Этот город, в отличие от Москвы, был портовым городом, а также имел близкую к ортогональной схему улиц, в отличие от средневековых извилистых улиц Москвы. Санкт-Петербург стал столицей сначала царства, а потом — и империи, центром политической, культурной и общественной жизни.
Санкт-Петербург имел статус столицы и при Екатерине I, а также в начальный период царствования Петра II.

## Перенос

### Предпосылки
В конце 1727 года Александр Меншиков, исполнявший до этого обязанности регента при малолетнем государе, впал в опалу и был сослан. Тем временем набрали силу старые бояре, не любившие Петербург и жившие в Москве. Также в московском Новодевичьем монастыре была заточена бабушка императора Петра II — Евдокия Лопухина. Это обусловливало переезд Петра II и его двора в Москву.

### Москва как столица в 1728—1730 годах
Пребывание Петра II началось с коронации в Успенском соборе Московского кремля, где традиционно венчались на великое княжение и царство русские правители.
В Москве получили ещё большую власть старые бояре, а Пётр II стал предаваться постоянным развлечениям. В Москве он и умер, и был там же и похоронен.

## Последствия
- В связи с переносом столицы в Москву и со смертью там Петра II он стал последним российским монархом, похороненным в Архангельском соборе Московского Кремля.